# Camponotus adami
Camponotus adami är en myrart som beskrevs av Auguste-Henri Forel 1910. Camponotus adami ingår i släktet hästmyror, och familjen myror. Inga underarter finns listade.